# Alois von Bendel

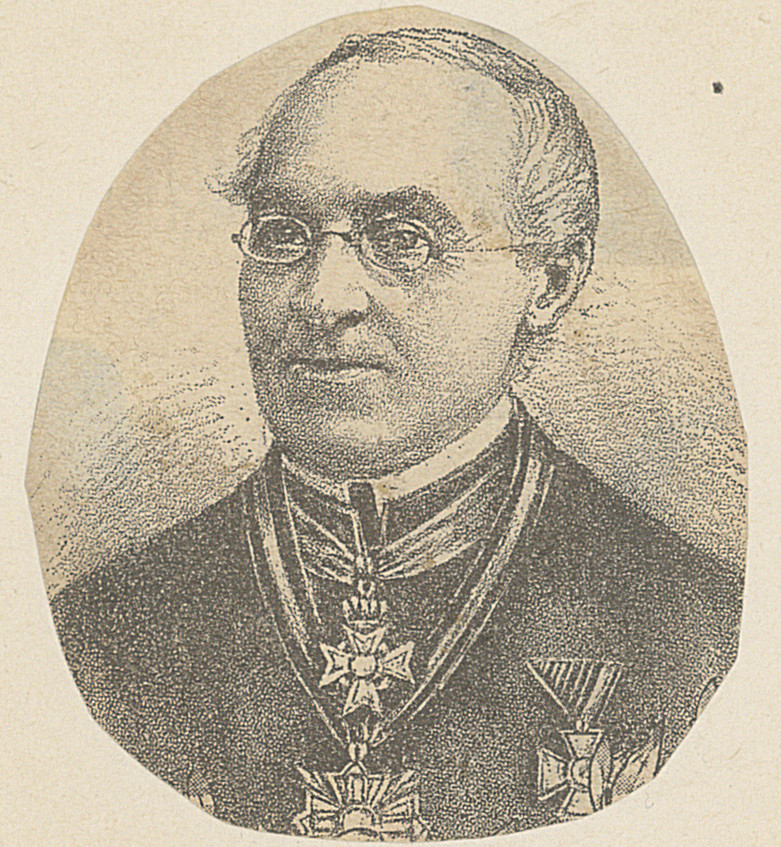
Alois von Bendel

Alois Bendel, ab 1873 von Bendel, (* 24. Januar 1817 in Forst, Oberamt Waldsee; † 16. Januar 1889 in Rottenburg am Neckar) war ein württembergischer Theologe und Politiker. 

## Leben und Beruf
Alois Bendel studierte katholische Theologie in Tübingen. Am Ende seines Studiums gewann er 1841 den 1. Katechetischen Preis. 1842 empfing er seine Priesterweihe in Rottenburg am Neckar und wurde als Vikar nach Rottweil versetzt. 1844 erhielt er nach mehreren Verwendungen als Pfarrverweser die Stelle des Repetenten am Konvikt Rottweil. Im März 1848 erfolgte die Ernennung zum Stadtpfarrer in Isny im Allgäu.
In der Revolutionszeit stellte sich Bendel an die Spitze der katholischen Geistlichkeit des Bezirks und wies Beschuldigungen des Volksvereins wegen der ablehnenden Haltung des Klerus gegenüber der Reichsverfassung zurück. Im Mai 1850 wurde er zum Direktor des Wilhelmsstifts Tübingen und zugleich zum Hilfslehrer für Pastoraltheologie an der katholisch-theologischen Fakultät der Universität Tübingen ernannt. 1863 kehrte Bendel als Stadtpfarrer in Wangen im Allgäu und Dekan des Landkapitels Wangen in seine oberschwäbische Heimat zurück. 1866 wurde er zum Domkapitular und 1879 zugleich zum Domdekan in Rottenburg am Neckar berufen.

## Politik
Im Sommer 1849 entschied er sich, für ein Mandat in der Verfassungrevidierenden Landesversammlung zu kandidieren, die an die Stelle des alten Landtags getreten war. Mitbewerber war unter anderem Wilhelm Wiest, der bisherige Landtagsabgeordnete des Bezirks. Mit 1373 Stimmen gewann er das Mandat. Auch bei der Wahl der Verfassungberatenden Landesversammlung im Februar 1850 war Bendel gegen den Mitbewerber Anton Hetzel aus Spaichingen erfolgreich.
Vom 6. Februar 1877 bis 25. Juni 1880 gehörte er als Vertreter des Bischöflichen Domkapitels erneut der Zweiten Kammer des Württembergischen Landtags an. Er legte sein Mandat wegen eines Gehörleidens nieder. Sein Nachfolger als Vertreter des Domkapitels war der spätere Rottenburger Bischof Wilhelm von Reiser.

## Ehrungen
- 1873 Ehrenritterkreuz des Ordens der württembergischen Krone, verbunden mit der Erhebung in den persönlichen Adel (Nobilitierung).
- 1883 Kommenturkreuz 2. Klasse des Friedrichs-Ordens
- Dr. theol. h. c. der Eberhard Karls Universität